# 梅沢与一兵衛
梅沢 与一兵衛（うめざわ よいちべえ、生没年不詳））は、江戸時代前期から中期にかけての砲術家。名は重高。

## 経歴・人物
唯心流の祖である河合重光の門人のひとり。